# Walisische Tripelharfe

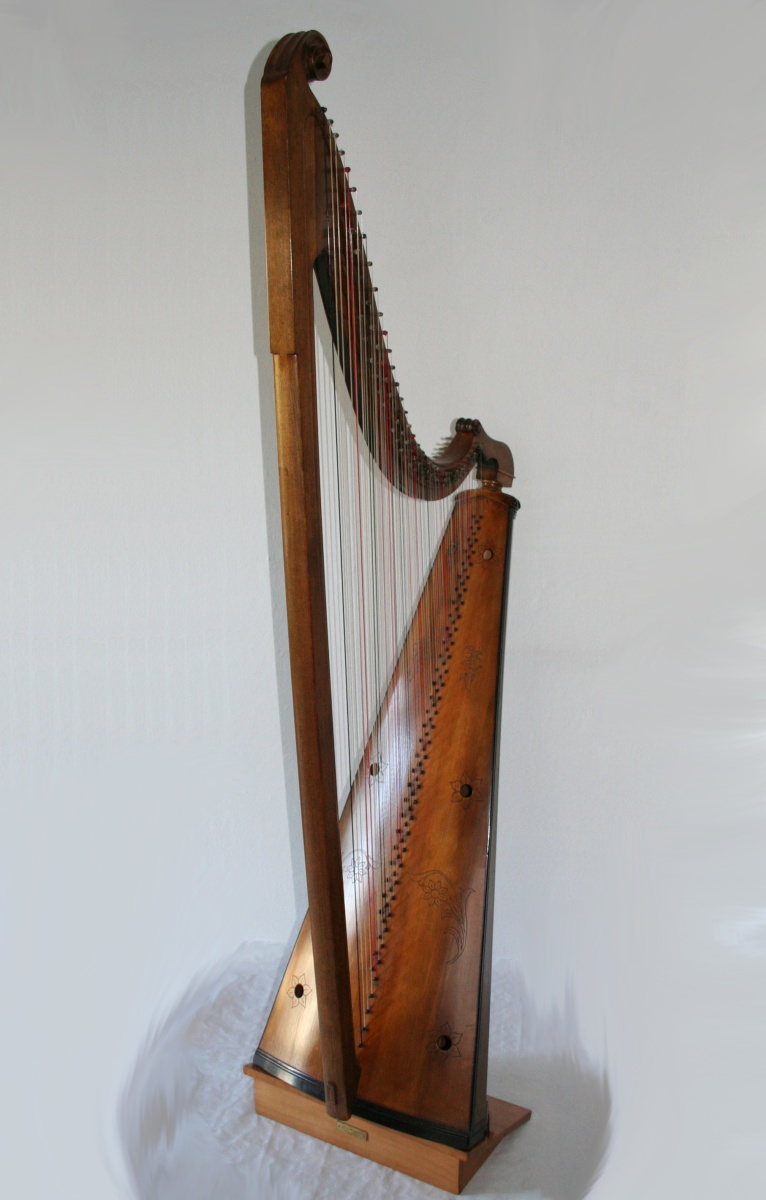
Walisische Tripelharfe, gebaut von Tim Hampson nach einer Vorlage aus dem 18. Jahrhundert (Chester St. Fagans Museum of Welsh Life, Cardiff)

Die Walisische Tripelharfe ist eine traditionelle, in Wales verwendete Tripelharfe, deren Saiten in drei Ebenen angeordnet sind. Das nahezu zwei Meter große Instrument ist chromatisch gestimmt, das heißt, für jeden Ganz- und Halbton gibt es eine eigene Saite, angeordnet in drei Ebenen. Die beiden äußeren Ebenen sind jeweils diatonisch gestimmt, entsprechend den weißen Tasten beim Klavier, die Ebene dazwischen entspricht den schwarzen Tasten und ergänzt die beiden äußeren – gleich gestimmten – Ebenen um die fehlenden Halbtöne zur Chromatik. Demzufolge braucht die Tripelharfe keine Pedale. Sie wird im Gegensatz zu anderen Harfen traditionell links gespielt, also an die linke Schulter gelehnt. Der weichere Klang der Tripelharfe resultiert auch aus der im Vergleich zu anderen Harfen geringeren Saitenspannung. Die Tripelharfe ist mit bis zu 99 Saiten bespannt. Der Umfang beträgt etwa fünf Oktaven oder 37 Saiten in der Hauptreihe, die auf der Seite der rechten Hand liegt (auch Bassreihe genannt). Die mittlere Reihe, welche die tonartfremden Halbtöne enthält, besteht aus 34 Saiten; und die Diskantreihe (linke Hand) hat 27 Saiten. Die äußeren Reihen sind gleich gestimmt und immer in der diatonischen Tonleiter (CDEFGAHC). Um ein Stück in einer anderen Tonart zu spielen, zum Beispiel in G-Dur/e-moll, werden alle F-Seiten in den beiden äußeren Reihen nach Fis umgestimmt, indem sie um einen halben Ton angehoben werden. Um von C nach F zu wechseln, wird jede H-Seite in den äußeren Reihen zu B gemacht, indem sie um einen Halbton verringert wird. Für einen leiterfremden Ton wird einfach mit dem Finger zwischen zwei äußere Saiten in die mittlere Reihe gegriffen. Da in C-Dur zwischen E und F kein Halbton liegt, werden hier alle drei Saiten auf F gestimmt, so dass beim Umstimmen nach G-Dur in der mittleren Reihe F (= E#) bleibt (gilt analog für H/C). Bis zur Erfindung der Pedalharfe scheiterten alle Versuche, diese Notwendigkeit zu vermeiden, das Instrument umzustimmen, sobald ein Stück in einer anderen Tonart gespielt werden soll. Georg Friedrich Händel schrieb für die walisische Tripelharfe sein Konzert für Harfe und Orchester (B-Dur op. 4/6 HWV 294). In Wales haben sich auch verschiedene Sammlungen von Harfenstücken erhalten. Heute wird auf dem Instrument nahezu ausschließlich walisische Folklore gespielt, der bekannteste Vertreter ist Robin Huw Bowen. Außerdem wird die Harfe unter anderem von der walisischen Band Ar Log verwendet.